# Liste traditioneller islamischer Bildungseinrichtungen
Dies ist eine Liste traditioneller islamischer Bildungseinrichtungen. Sie umfasst wichtige religiöse und soziale Einrichtungen, wie Moscheen, theologische Lehrzentren (Madaris), Universitäten, die Beit-ul Hikmah (Häuser der Weisheit), Bibliotheken und Krankenhäuser (Bimārestān), insbesondere aber Moscheen (als Lehrzentrum), die Madaris und Bibliotheken. Die Moscheen bewahrten auch nach Einrichtung selbständiger Theologiezentren weiter ihre Funktionalität für Lehr- und Erziehungsfragen. Unter einer Madrasa (Plural: Madaris)  ist ein Zentrum für Lehre und Erziehung zu verstehen. Öffentlichen Büchereien wurden als „Dar al-'Ilm“ („Haus des Wissens“) bezeichnet. Unabhängige Bibliotheken nannten sich zum Beispiel Dar al-'Ilm (Haus des Wissen) oder Dar al-Kutub (Haus der Bücher) oder Chazanat al-Hikma (Schatzkammer der Weisheit).

## Übersicht
Die Übersicht erfolgt nach den heutigen Ländern, d. h. nicht nach den historischen Staaten. Einige weiterführende Weblinks sind mit einem Sternchen (*) angegeben.

### Afghanistan
- Nizamiyya von Balch

- Nizamiyya von Herat

### Ägypten
- die Azhar-Moschee in Kairo, Moschee mit Bibliothek, anfangs eine schiitische Universität

- Fustat-Krankenhaus, in al-Fustat (Alt-Kairo), mit Bibliothek

- al-Kabir-Mansuri-Krankenhaus in Kairo, mit Bibliothek
- Madrasa des an-Nasir Muhammed
- die Sultaniya in Kairo

- Dar al-'Ilm (Haus des Wissen) der Fatimiden, Kairo, Bibliothek, ca. 1005 gegründet, 1068 zerstört, Mathematik und Naturwissenschaften

### Bosnien und Herzegowina
- Gazi-Husrev-Beg-Medresa in Sarajevo
- Elči-Ibrahim-Pascha-Medresa in Travnik

### Indien
- Firangi Mahal, Lakhnau (Lucknow)
- Madrasa Manzar-i Islam

### Irak
- bait al-ḥikma in Bagdad („Haus der Weisheit“), Abbasiden, Mamun

- Jundi Shāpur-Madresa (Jundi Shāpur)

- Azudey-Spital in Bagdad, Zeit der Buyiden

- die Pilgerstätte Imam Alis in Nadschaf, mit Bibliothek

- die Pilgerstätte Mussah Ibn Dschafar in Kaseymin

- Moqtaderi-Krankenhaus in Bagdad, Fachbibliothek

- Dar al-'Ilm in Bagdad

- Dar al-'Ilm von Mosul

- Nizamiyya von Bagdad

- Theologische Hochschule von Nadschaf, eine der größten theologischen Hochschulen in der islamischen Welt

- Mustansiriyah-Madrasah (al-Mustansiriyya-Universität) in Bagdad am Tigris

- Nizamiyya von Basra

- Nizamiyya von Mosul

- Chazanat-ul Hikmah von Ali Ibn Yahyah Monadschem *

### Iran
- Moschee in der iranischen Provinz Sistan (1. Jahrhundert nach der Hidschra), Religionswissenschaft

- Nischapur, politisches und wissenschaftlichen Zentrum des nordostiranischen Chorasan, mehrere große Moscheen als Orte der wissenschaftlichen Lehre: Motarrezi-Moschee, Aqil-Moschee, Alte Moschee (masdschede Qadim)

- die Pilgerstätte Imam Resas in Maschhad, mit Bibliothek

- Grabstätte von Ghazan Chan in Täbris, mit Bibliothek

- Grabstätte von Scheich Ahmad Dschami (im iranischen Torbat-e Dschām), mit Bibliothek

- Spital von Rey, Fachbibliothek

- Nizamiyya von Isfahan

- Nizamiyya von Nischapur

- Nizamiyya von Amol (im Nordiran)

- Madrasah Tschahar-Bagh in Isfahan (von den Safawidenkönigen erbautes schiitisches Lehrzentrum)

- Chan-Schiras-Madrasah in Schiras (von den Safawidenkönigen erbautes schiitisches Lehrzentrum)

### Israel&Palästina
- al-Aqsa-Moschee in Beit-ul-Moqadas (Jerusalem), mit Bibliothek

- Dar al-'Ilm in Beyt-ul-Moqadas (Jerusalem)

- Madrasa in Beyt-ul-Moqadas (Jerusalem), 1189, von Saladin gegründet

### Jordanien
- Abu-Darwisch-Moschee in Amman, mit Bibliothek

### Libanon
- Dar al-'Ilm in Trablos (Tripoli)

### Marokko
- Madrasa Bū ʿInānīya von Fès
- Qarawiin-Madrasah in Fès, gilt manchen als älteste Universität der Welt
- Madrasat al-ʿAttārīn in Fès
- Madrasa Bū ʿInānīya von Meknès

### Pakistan
- Madrasas in Pakistan – zur Rolle und Bedeutung der Bildungseinrichtung in Pakistan

### Saudi-Arabien
- Erste Moschee (Qubāʾ-Moschee) in Medina, Zentrum für Unterricht und Klärung von Rechtsfällen sowie zur Beratung und Entscheidung in politischen, kulturellen und militärischen Angelegenheiten

- Lehrzentrum Imam Sadiqs in Medina / Schule des Imam Sadiq, Dschafariten

- Heilige Moschee in Mekka, mit Bibliothek

- die Prophetenmoschee in Medina, mit Bibliothek

### Syrien
- die Umayyaden-Moschee in Damaskus (Umayyaden-Hauptmoschee) mit Bibliothek
- die Schamisatiyah wa Chosruiyah in Damaskus
- al-Halawiyya-Medrese in Halab (Aleppo)
- asch-Scharafiyya-Medrese in Halab (Aleppo) (Sharaf ad-Din)
- Chusrawiyya-Moschee und Madrasa in Aleppo, 2014 fast vollständig zerstört, galt als die „al-Azhar von Aleppo“

### Tunesien
- die al-Dschamiʿ al-Kabir in Kairouan, Moschee mit Bibliothek

### Türkei
- Mevlânâ-Museum, die Grabstätte von Dschalal ad-Din ar-Rumi in Konya
- İnce-Minareli-Medrese in Konya - rum-seldschukische Medrese, als Weltkulturerbe vorgeschlagen[2]
- Gök-Medrese in Sivas – rum-seldschukische Medrese
- Şifaiye-Medrese in Sivas – rum-seldschukische Medrese

### Usbekistan
- in Buchara dienten mehrere Moscheen der Lehre von Religionsgeboten und Religionswissenschaft
  - Mir-Arab-Madrasa
- Madrasa in Samarkand / Ulugbek-Madrasa

### Sonstige Regionen
Nordafrika
- Madrasas, von Herrschern der Muwahiddun errichtet

Zentralasien
- Madares, insbesondere die Madrasah in Samarkand